# Àcid bòric
L'àcid bòric és un àcid utilitzat sovint com a antisèptic, insecticida, retardador de flama, controlador de la fissió nuclear de l'urani en centrals nuclears i com a precursor d'altres compostos químics. Es troba en forma de cristalls incolors o com a pols blanca i es dissol en aigua. Té la fórmula química H₃BO₃, a vegades escrita més concisament com B(OH)₃. Quan es troba en forma de mineral s'anomena sassolita. L'àcid lliure es troba en forma nativa en algunes zones volcàniques com la Toscana, les illes Lipari i l'estat de Nevada, on apareix barrejat amb els vapors; també es troba com a constituent de molts minerals, com el bòrax, la boracita, la boranotrocaïcita i la colemanita.

## Preparació
L'àcid bòric es produeix principalment a partir de borats mitjançant la reacció amb àcid sulfúric. La font principal de borats al món és una mina oberta a la Vall de la Mort (Death Valley) a Califòrnia, Estats Units. Si el borat emprat és el bòrax (tetraborat sòdic decahidratat), la reacció és aquesta:
Na2B4O7·10H2O + H2SO4 → 4 H3BO3 + Na2SO4 + 5 H2O
També es forma com a subproducte de la hidròlisi de trihalurs de bor i diborà:
B2H6 + 6 H2O → 2 H3BO3 + 6 H2
BX3 + 3 H2O → H3BO3 + 3 HX (X = Cl, Br, I)
L'àcid bòric el va preparar per primera vegada Wilhelm Homberg (1652-1715) a partir del bòrax mitjançant l'acció d'àcids minerals i li donà el nom de sal sedativum Hombergi. La presència d'àcid bòric o les seves sals s'havia detectat en l'aigua de mar i en les fruites (A. H. Allen, Analyst 301, 1904).

## Propietats

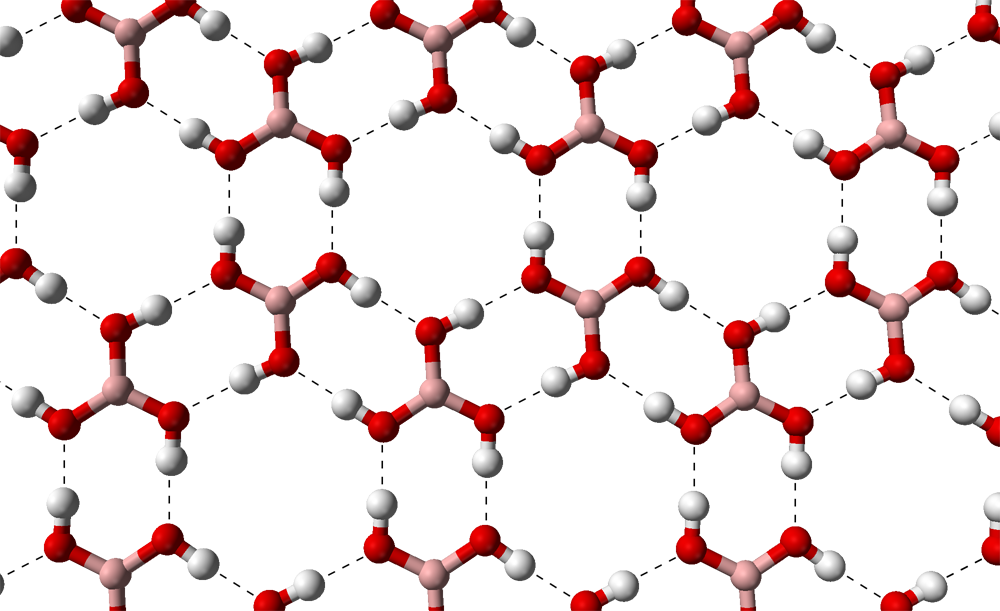
Estructura cristal·lina de l'àcid bòric. Els enllaços d'hidrogen (línies discontínues) permeten que en estat sòlid les molècules es disposin formant capes parl·leles.

L'àcid bòric és soluble en aigua en ebullició. D'altra banda, quan s'escalfa per sobre dels 170 °C es deshidrata i forma l'àcid metabòric, HBO₂. L'àcid metabòric, també dit àcid oxoborínic, és un sòlid cristal·lí cúbic de color blanc i només és lleugerament soluble en aigua. L'àcid metabòric es fon a uns 236 °C i quan s'escalfa per sobre dels 300 °C es torna a deshidratar, formant l'àcid tetrabòric o àcid pirobòric, H₂B₄O₇. Amb un escalfament addicional s'obté el triòxid de bor.
L'àcid bòric no es dissocia en solució aquosa, però és acídic a causa de la seva interacció amb les molècules d'aigua:
B(OH)₃ + H₂O ⇌ B(OH)₄− + H+
Ka = 5,8·10−10 l/mol; pKa = 9,24.
Els anions poliborat es formen a pH 7–10 si la concentració de bor és superior a uns 0,025 mol/l. El més conegut d'aquests és l'ió tetraborat, que es troba al mineral anomenat bòrax:
4B(OH)₄− + 2H+ ⇌ B₄O₇2− + 9H₂O

## Usos

### Indústria
El principal ús industrial de l'àcid bòric és la fabricació de monofilament de fibra de vidre, popularment conegut com a fibra de vidre tèxtil. La fibra de vidre tèxtil s'utilitza per a reforçar els plàstics en aplicacions diverses, que inclouen vaixells, canonades industrials i taulers de circuits informàtics.
En la indústria de la joieria, l'àcid bòric s'utilitza sovint en combinació amb alcohol desnaturalitzat per a reduir la superfície d'oxidació i la formació de rovell en metalls durant les operacions de recuit i soldadura.
S'utilitza també en la producció de vidre de les pantalles planes de LCD.
En galvanoplàstia s'aplica com a part d'algunes formulacions patentades. Una d'aquestes fórmules conegudes requereix una relació d'aproximadament 1 a 10 d'H3BO3 a NiSO4,  una petita proporció d'àcid sulfúric (H2SO4) i una proporció encara més petita de lauril sulfat de sodi.
Si l'àcid bòric es barreja amb bòrax en la relació en pes de 4 a 5 resulta una mescla molt soluble en aigua, quan els components per separat són poc solubles. Aquesta solució s'utilitza per impregnació de la fusta com a agent retardant al foc.
També s'utilitza en la fabricació de massa compactada, que conté una fina pols de sílice, utilitzada per a la producció de revestiments de forns d'inducció i materials ceràmics.

### Medicina
L'àcid bòric en pols se sol vendre a les farmàcies sense recepta mèdica. Es pot usar com a antisèptic en cremades lleus o petits talls i a vegades s'usa en benes i apòsits i en ungüents o pomades. També s'aplica en solucions molt diluïdes com a col·liri, per a tractar alguns tipus d'otitis externes en éssers humans i animals i com una dutxa d'ús vaginal per a tractar la vaginosi bacteriana, deguda a l'alcalinitat excessiva. Com a compost antibacterià, es pot utilitzar com a tractament per a l'acne. A més, en forma de pols, serveix com a prevenció del peu d'atleta, empolvorant els mitjons. És tòxic per ingestió o per inhalació, tot i que no gaire més que la sal comuna. També es pot utilitzar per a tractar diversos tipus de micosis, com la candidosi.
En alguns països s'empra també com a conservant en mostres d'orina.
L'àcid bòric és una de les substàncies més utilitzades per a contrarestar els efectes nocius de l'àcid fluorhídric reactiu (HF) després d'un contacte accidental amb la pell. El mecanisme de reacció es basa en convertir els anions F- lliures en anions tetrafluoroborats, que són inerts. Aquest procés neutralitza l'extrema toxicitat de l'àcid fluorhídric, en particular la seva capacitat de segrestar el calci iònic del sèrum sanguini que pot provocar una aturada cardíaca i la descomposició òssia; aquest esdeveniment pot ocórrer només per un contacte menor de la pell amb HF.
Les solucions d'àcid bòric per a rentat d'ulls o la pell erosionada poden ser especialment tòxiques per als nadons, especialment després d'un ús repetit, a causa de la lenta velocitat d'eliminació.

### Insecticida
L'àcid bòric es va registrar per primera vegada com insecticida l'any 1948 als Estats Units, per al control d'escarabats, tèrmits, formigues, puces, peixets de plata, i molts altres insectes. Generalment es considera segur per a ser utilitzat en cuines domèstiques, per a controlar les paneroles i les formigues. Actua com a verí estomacal que afecta al metabolisme dels insectes i, a més, la pols seca és abrasiva per al seu exoesquelet.

### Conservació
En combinació amb el seu ús com a insecticida, l'àcid bòric també prevé i elimina el podrit humit i sec de la fusta. Es pot utilitzar en combinació amb un portador de glicol d'etilè per a tractar la fusta exterior contra l'atac de fongs i insectes. És possible adquirir borat impregnat en varetes per a ficar-les a la fusta a través de forats on se sap que hi ha humitat acumulada. Està disponible en forma de gel i pasta injectable per al tractament de la putrefacció de la fusta afectada evitant així la seva substitució. Poden usar-se tractaments a base de concentrats de borat per a prevenir la proliferació de floridura i algues, fins i tot en ambients marins.
L'àcid bòric s'afegeix a la sal en el curat de pells de vedells i d'ovelles. Això ajuda a controlar el desenvolupament de bacteris i l'atac dels insectes.

### Tampó de pH

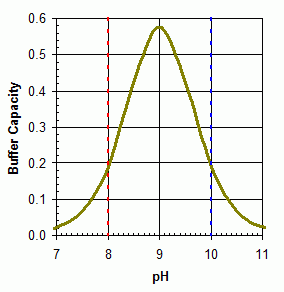
L'àcid bòric actua contra l'augment del pH a les piscines

L'àcid bòric en equilibri amb la seva base conjugada, l'ió borat, s'utilitza àmpliament (en l'interval de concentració de 50 a 100 ppm d'equivalents de bor) com a sistema tampó de pH primari o en combinació amb altres a les piscines. L'àcid bòric és un àcid feble, amb un pKa (el pH al qual l'amortiment és més fort perquè l'àcid lliure i l'ió borat estan en concentracions iguals) de 9,24 en aigua pura a 25°C. Però el pKa aparent és substancialment més baix a causa de les interaccions amb altres molècules en solució. Estaria al voltant de 9,0 en una piscina d'aigua salada. Independentment de quina forma de bor soluble s'afegeixi, dins de l'interval acceptable de pH i concentració de bor per a piscines, l'àcid bòric és la forma predominant en solució aquosa, tal com es mostra a la figura adjunta.

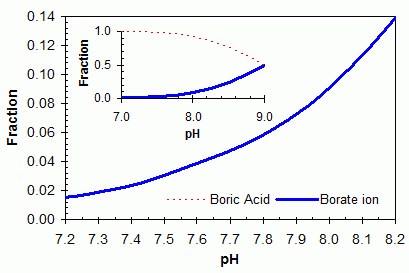
Per sota de pH 9 predomina l'àcid bòric en solució.

El sistema àcid bòric-borat pot ser útil com a sistema tampó primari (substituint el sistema bicarbonat amb pKa1 = 6,0 i pKa2 = 9,4 en condicions típiques de piscines d'aigua salada) en piscines amb generadors de clor d'aigua salada que tendeixen a mostrar una deriva a l'alça del pH des d'un interval de treball de pH de 7,5 a 8,2. La capacitat del tampó és més gran davant l'augment del pH (cap a un pKa al voltant de 9,0), tal com es mostra al gràfic adjunt. L'ús d'àcid bòric en aquest interval de concentracions no permet cap reducció de la concentració lliure d'hipoclorit necessària per al sanejament de piscines, però pot augmentar marginalment els efectes fotoprotectors de l'àcid cianúric i conferir altres beneficis mitjançant l'activitat anticorrosiva o la suavitat percebuda de l'aigua, depenent de la composició general dels materials dissolts a la piscina.

### Lubricació
Les suspensions col·loidals de nanopartícules d'àcid bòric dissolt en olis minerals o vegetals constitueixen un lubricant notable per a superfícies ceràmiques o metàl·liques amb un coeficient de fricció que disminueix amb l'augment de la pressió des de valors de 0,10 a 0,02. Es poden obtenir pel·lícules autolubricants d'àcid bòric en un ambient humit com a resultat d'una reacció química espontània entre les molècules d'aigua i les capes de B2O3. De fet hi ha una relació inversa entre el coeficient de fricció i la pressió de contacte de Hertz generada per la càrrega aplicada.
L'àcid bòric s'usa per a lubricar els taulers de joc de carrom i de novuss, cosa que permet un joc més ràpid.

### Energia nuclear
L'àcid bòric s'utilitza a les centrals nuclears per a reduir la velocitat a la qual s'està produint la fissió. Les reaccions de fissió en cadena solen estar determinades per la quantitat de neutrons presents, produïts per fissions prèvies. El bor natural és una barreja d'aproximadament 20% de bor-10 i 80% de bor-11. El bor-10 té una gran secció eficaç d'absorció de neutrons de baixa energia. L'addició d'àcid bòric al refrigerant que circula a través del reactor fa que es redueixi la probabilitat que un neutró pugui prosperar i continuar la fissió. Els canvis en la concentració d'àcid bòric regulen eficaçment la taxa de fissió que té lloc al reactor. Aquest mètode només s'utilitza en reactors d'aigua a pressió. El bor també es dissol a les piscines que contenen barres d'urani gastat. La concentració és prou alta per a mantenir la multiplicació de neutrons al mínim. Després de l'accident de la central nuclear de Txernòbil, es va abocar àcid bòric sobre el reactor 4 a fi d'evitar que la reacció progressés.

### Pirotècnia
El bor s'utilitza en pirotècnia per a prevenir la reacció de formació d'amida entre l'alumini i els nitrats. S'afegeix una petita quantitat d'àcid bòric a la formulació a fi de neutralitzar les amides alcalines que poden reaccionar amb l'alumini.
L'àcid bòric es pot utilitzar com a colorant per a fer foc verd. Per exemple, quan es dissol en metanol s'utilitza popularment pels malabaristes de foc i els filadors de foc per a crear una flama de color verd intens, molt més fort que el sulfat de coure.

### Agricultura
L'àcid bòric s'utilitza per a tractar o prevenir la deficiència de bor a les plantes. També s'utilitza en la conservació de cereals com ara l'arròs i el blat.

### Contraindicacions
Pot ser letal si el seu ús no es fa de manera responsable:
- Segons el Reglament de la Unió Europea CE núm. 1272/2008 (CLP) està classificat com a tòxic per a la reproducció humana amb la frase de risc H360FD: Pot perjudicar la fertilitat. Pot danyar el fetus.
- Si s'usa com a insecticida, cal fer-ho en llocs allunyats a fi d'evitar que aquests insectes siguin aliment d'altres animals, circumstància que ocasionaria un desequilibri a la cadena alimentària.
- En cas de cremades, si s'aplica en excés, probablement deixi una cicatriu permanent.
- Si s'ingereix pot provocar molèsties, com ara diarrea i vòmits, especialment a les persones al·lèrgiques i fins i tot la mort.